# Rollo (Sonnenschutz)
Das Rollo oder Rouleau (frz. für „Rolle“, pl. Rollos bzw. Rouleaux) ist eine Form des Sicht- oder Lichtschutzes an Fenstern oder Glastüren. Der meist rechteckig geschnittene Stoff wird von einer Welle auf- und abgewickelt. Eine Abwandlung ist das Faltrollo. Der heute nicht mehr gebräuchliche Begriff Roulette (von frz. „roulette de suspension“) bezeichnete ein kleines Rollo aus (halb-transparentem) Gardinenstoff.

## Ausführungen
Rollos gibt es in verschiedenen Transparenzgraden, Farben und Größen. Die Form ist meist rechteckig, selten dreieckig oder trapezförmig.
Je nach Einsatzgebiet werden unterschiedliche Transparenzgrade eingesetzt. Blickdichte, lichtdurchlässige Materialien können als Sichtschutz verwendet werden. Mit lichtdichten Materialien lassen sich Räume vor Lichteinfall schützen, wie etwa Dunkelkammern. Beim passiven Lichtschutz hingegen wird verhindert, dass Licht aus einem Gebäude nach außen dringt, etwa um keinen Anhaltspunkt für Bombardierungen zu geben.
Durch Beschichtung der Textilien, etwa mit Teflon oder Aluminium, lassen sich Dämmeffekte erreichen.

## Arten von Rollo-Steuerelementen
Es gibt verschiedene Arten von Rollobedienungen:

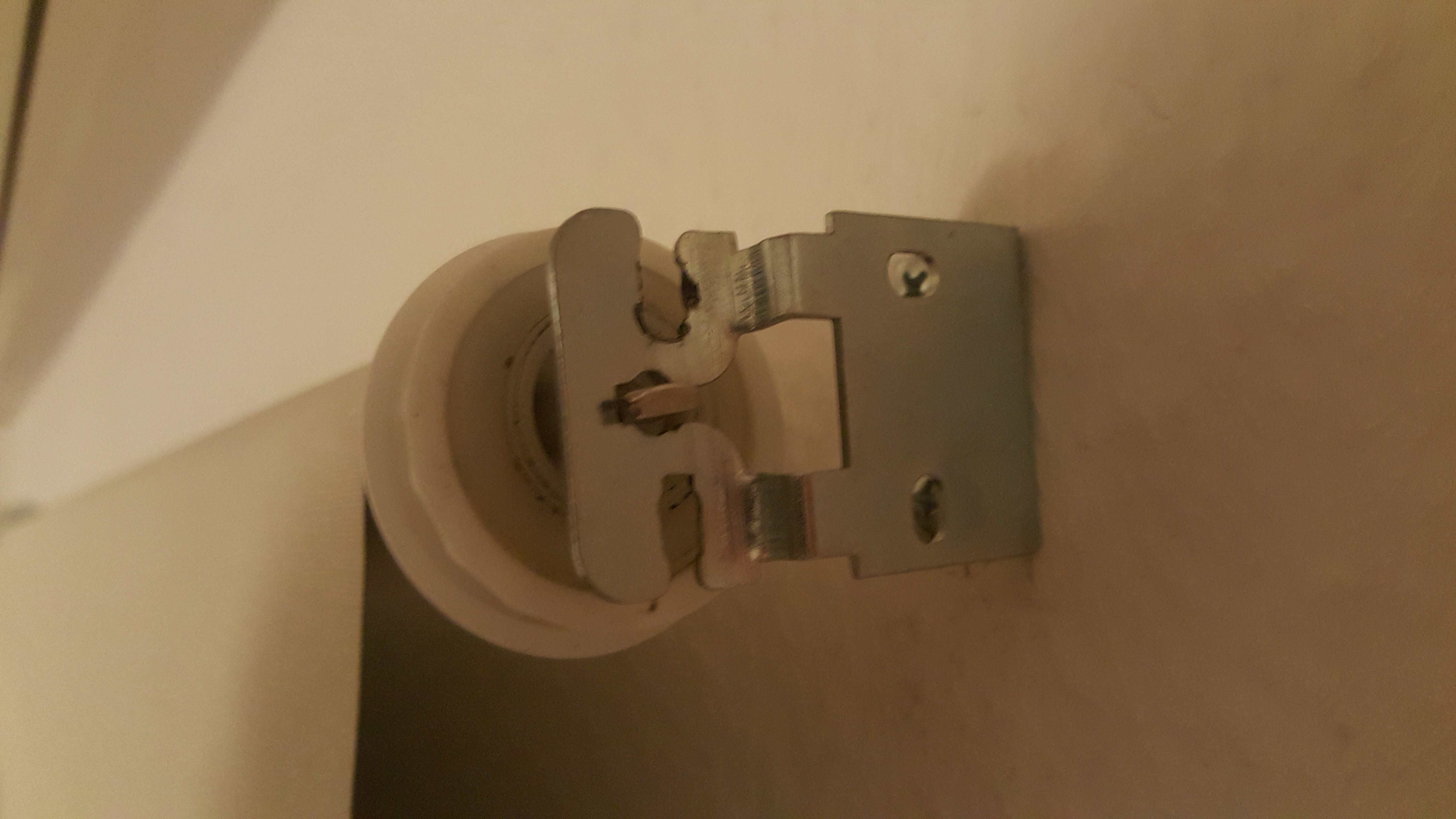
Detailansicht der Seitenzugbedienung

### Seitenzugbedienung
Seitenzugbedienung (auch Kettenzugrollo genannt): Dies ist die mittlerweile häufigste Variante. Rechts oder links ist an der Welle eine umlaufende Endlosschnur oder Kugelkette angebracht, mit der man die Welle drehen kann, und somit den Rollostoff herunter- oder hinaufziehen kann. Der Vorteil der Seitenzugbedienung liegt darin, dass sie wartungsarm ist, stufenlos auf- und abrollbar bedient werden kann, lange haltbar und sehr leicht selbst bei größeren Rollos bedienbar ist.

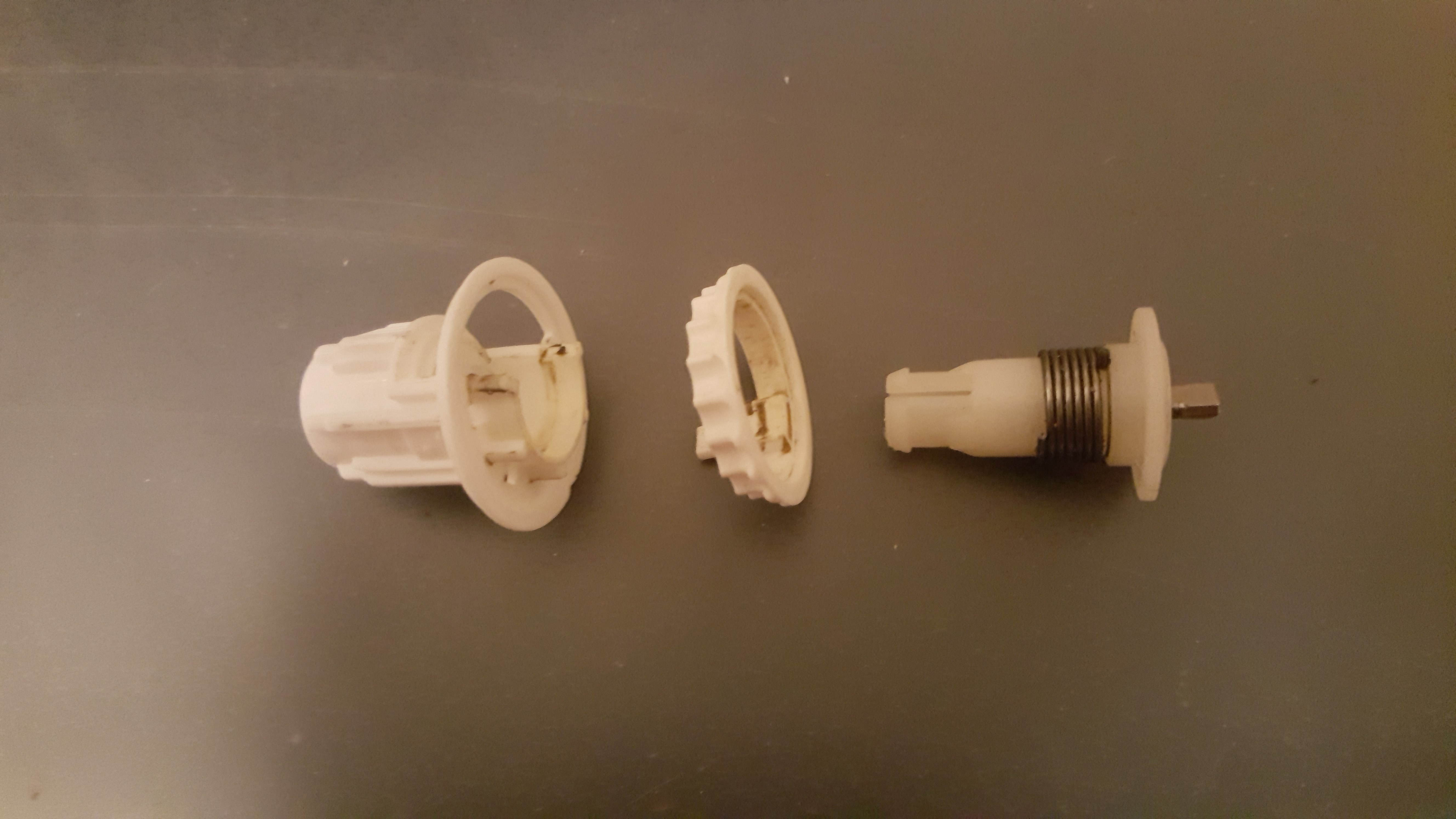
Geöffnete Seilzugmechanik

### Mittelbedienung
Mittelbedienung (auch Spring- oder Schnapprollo genannt): Die Bezeichnung „Schnapprollo“ entstand daraus, dass frühere Rollos, die auf Spannung waren, beim Loslassen einfach nach oben „schnappten“. Zur Bedienung des Springrollos wird der Rollostoff an einer Schnur bzw. Schnurglocke oder einen Bediengriff nach unten gezogen. Dadurch wird die in der Rollowelle befindliche Feder gespannt, die mit einem fliehkraftgesteuerten, auf die Umdrehungsgeschwindigkeit der Welle reagierenden Stoppmechanismus versehen ist. Will man, dass das Rollo unten bleibt, muss man dafür sorgen, dass die Feder arretiert. Dieses kann durch behutsames Stoppen des Rollos in der gewünschten Höhe erfolgen. Entsprechend kann die Feder mit einer ruckhaften Bewegung wieder gelöst werden, will man das Rollo sich wieder aufwickeln lassen. Diese Bedienvariante erfordert etwas Geduld und Übung im Umgang mit dem Stoppmechanismus.

### Elektroantrieb
In der Rollowelle sitzt ein Elektromotor, der die Welle dreht. Besonders bei unzugänglichen Rollos (z. B. in großen Höhen) empfiehlt sich diese Variante. Ergänzend ist der Funkmotor zu nennen, der wahlweise über einen Handsender (Fernbedienung) oder einen Wandsender zu bedienen ist.

### Einrasten
Für Dachflächenfenster werden häufig Rollos eingesetzt, deren Beschwerungsstab unten in rechts und links montierte Halterungen eingerastet werden kann. Als Basis für dieses System wird wiederum der Federmechanismus des Springrollos genutzt, der durch eine technische Abwandlung ständig auf Spannung gehalten wird und nicht arretieren kann.

## Die Beleuchtungsstärkewerte
Die Beleuchtungsstärkewerte werden durch drei Hauptparameter bestimmt:
1. Lichtdurchlässigkeit/Reflexionsgrad - das Eindringen von Licht durch den Stoff (je niedriger der Prozentsatz, desto weniger Licht und Wärme dringt durch den Stoff in den Raum, d. h. desto dunkler ist der Raum);
2. Lichtreflexion - Reflexion des Sonnenlichts nach außen (je höher der Wert, desto mehr Licht wird vom Stoff reflektiert. Je mehr Licht und Wärme vom Stoff reflektiert wird, desto weniger wird an den Raum abgegeben);
3. Lichtabsorption - Licht, das von einem Stoff absorbiert und in Wärmeenergie umgewandelt wird (je höher der Wert, desto mehr Wärme absorbiert der Stoff). Der Stoff gibt dann die absorbierte Wärme über einen bestimmten Zeitraum wieder an den Raum ab.

Die Summe aus Lichtdurchlässigkeit, Lichtreflexion und Lichtabsorption beträgt immer 100 % und bezieht sich auf die Licht- und Sonnenenergie, die Ihre Fensterscheibe durchlässt.

## Befestigungsart und Vorteile

### Ohne Bohren
Möglichkeiten der Befestigung der Einbaumethode „ohne Bohren“ hat Vorteile gegenüber „mit Bohren“. Ideal für Mietwohnungen, in denen man nicht in den Fensterrahmen bohren darf. Dank der weichen Klemmhalter kann man Plissees oder Rollos (Sonnenschutz) verwenden, ohne den Fensterrahmen zu beschädigen. Die Klemmhalter können an Fenstern, Balkon- und Zimmertüren eingesetzt werden und lassen sich rückstandsfrei wieder entfernen.

### Mit Bohren
Die Vorteile der „mit Bohren“ Montage sind die feste Verbindung mit dem Fensterrahmen und der kompakte Einbau dicht an der Fensterscheibe. Die Plissee-Konsolen werden direkt in die Glasleiste neben der Fensterscheibe geschraubt und bilden so eine dichte Verbindung zum Fensterrahmen. Dies garantiert einen besonders sicheren und dauerhaften Halt.